# 键盘记录
鍵盤側錄，又稱键盘监听，是指在使用键盘的人不知情的情况下，通过隐蔽的方式记录下键盘的每一次敲击的行为。进行键盘监听可通过各种软硬件手段实现。目前最常见的方法为在客户电脑上植入木马程序后通过其实现键盘监听。

## 運作
为了对抗软件层面的攻击（如键盘钩子），一些软件（例如腾讯QQ）在用户输入密码等敏感信息时会用一个更底层的驱动程序截取键盘输入，但攻击者也可以通过驱动程序从操作系统内核中获取未经干扰的按键。而通过硬件手段实现的键盘监听一般很难从软件层面发现。